# Shimizu Reiko
Shimizu Reiko (清水 玲子 Shimizu Reiko, Thanh Thủy Linh Tử) (sinh ngày 26 tháng 3 năm 1963 tại Tokyo, Nhật Bản) là một họa sĩ truyện tranh người Nhật Bản. Cô ra mắt tác phẩm đầu tay Sansaro Monogatari vào năm 1983 trên tạp chí LaLa, và chủ yếu vẽ cho nhà xuất bản Hakusensha. Shimizu được chú ý với những tác phẩm khoa học viễn tưởng và phong cách vẽ của mình, ngoài ra còn được biết đến với bộ bài tarot có tên Miracle Tarot do cô vẽ minh họa.
Shimizu nhận giải thưởng Shogakukan Manga Award vào năm 2002 trong hạng mục shōjo với bộ truyện Kaguyahime. Tác phẩm Himitsu - Top Secret của cô đã được ban giám khảo Japan Media Arts Festival tiến cử 2 lần vào năm 2007 và 2008. Nó cũng nằm trong bảng xếp hạng Tohan 4 lần vào tháng 5 năm 2009. Manga Moon Child đã được mua bản quyền tiếng Anh bởi CMX Manga.

## Tác phẩm
- Himitsu - Top Secret
- Kaguyahime (manga)
- Moon Child (manga)
- 22xx
- Papillon
- Magic
- Mouhitotsu no Shinwa
- Namakemono no Scuba Diving
- Noa no Uchuusen
- Ryuu no Nemeru Hoshi
- Yume no Tsuzuki
- Wild Cats
- Tenshitachi no Shinkaron
- Tennyo Raishuu